# Radu Honga
Radu Honga (născut ca Theodor Pițigoi, n. 1953 – d. 1997) a fost un scriitor român de literatură științifico-fantastică. În anii 1980, a fost membru al Cenaclului Henri Coandă din Craiova condus de Alexandru Mironov și Ion Ilie Iosif.  În 1985 a publicat la Editura Scrisul Românesc colecția de povestiri SF Aventurile lui Theodore, pe coperta volumului apare și chipul autorului.
Împreună cu Mironov și Iosif, în 1983, a editat volumul Alfa: O antologie a literaturii de anticipație românești în care i-a apărut și povestirea „Lecție de literatură pentru semenii noștri”. A publicat numeroase alte povestiri în revistele Colecția „Povestiri științifico-fantastice”, #421 („Ghinionistul”); #422 („Vizionarul”), Paradox, #2 („Inventatorul”), colecția Alte întâmplări din veacul XXI etc.